# Solanum tribulosum
Solanum tribulosum là loài thực vật có hoa trong họ Cà. Loài này được S. Schauer miêu tả khoa học đầu tiên năm 1847.